# オットー・フォン・ブラウンシュヴァイク＝グルーベンハーゲン
オットー・フォン・ブラウンシュヴァイク＝グルーベンハーゲン（ドイツ語：Otto von Braunschweig-Grubenhagen, 1319/20年 - 1399年）は、ブラウンシュヴァイク＝グルーベンハーゲン公。1376年にナポリ女王ジョヴァンナ1世と結婚し、ターラント公およびアチェッラ伯となった。

## 生涯
オットーはブラウンシュヴァイク＝グルーベンハーゲン公ハインリヒ2世とその最初の妃ユッタ・フォン・ブランデンブルク＝シュテンダル（ブランデンブルク＝シュテンダル辺境伯ハインリヒ1世の娘）の長男である。父ハインリヒ2世は初代ブラウンシュヴァイク＝グルーベンハーゲン侯ハインリヒ1世（奇人公）の三男であった。ブラウンシュヴァイク＝リューネブルク家は分割相続のため、オットーは十分な遺産を受け取ることができず父と同様に国外に関心を抱くようになった。オットーは幼い頃より様々な君主に従って戦い、勇敢で命知らずの傭兵であったといわれている。
1339年、モンフェッラート侯ジョヴァンニ2世に仕え、アスティの戦いに参加した。1352年にドイツ騎士団を去り、フランス王ジャン2世に仕えた。この頃におそらくフランス王の仲介により、バランゲー2世・デ・ビララグートの娘でマヨルカ王ジャウメ3世の未亡人であったビオランテと結婚した。その結果、オットーはかなりの財産を手に入れ、グルーベンハーゲン家で最も裕福であるとみなされた。その後まもなくイタリアに戻り、モンフェッラート侯ジョヴァンニ2世の3人の息子の後見人となった。1354年にはローマにおいてカール4世の戴冠式に参列した。
最初の妻ビオランテの死後、イタリアでのさまざまな遠征において将軍として高く評価されていたオットーは、ローマ教皇グレゴリウス11世からアルメニアの王太后マリアの夫として推薦されたが、これは実現しなかった。オットーは1376年にナポリ女王ジョヴァンナ1世の4番目の夫となった。その結果、オットーは王族としての称号を受け取ることはできなかったが、ターラント公領、アチェッラ伯領およびプロヴァンスの城をいくつか受け取った。
教皇グレゴリウス11世の死後、ナポリ王国は次の教皇ウルバヌス6世と対立教皇クレメンス7世との間の紛争に巻き込まれた。オットーとジョヴァンナ1世はクレメンス7世側についた。しかしその後、主にフランスの支援を受けたクレメンス7世はアヴィニョンに逃げねばならなくなった。ジョヴァンナ1世がクレメンス7世を支持したため、ウルバヌス6世はジョヴァンナ1世を退位宣告と十字軍をもって脅した。ウルバヌス6世はナポリ王位をドゥラッツォ公カルロに与え、1380年にローマでカルロを戴冠した（カルロ3世）。カルロ3世は1381年にナポリを占領し、ジョヴァンナ1世を包囲することに成功した。オットーは弟バルタザールとジョヴァンナ1世の解放を共謀したが失敗し、共に捕虜となった。ジョヴァンナ1世は王位を放棄することを望まず、1382年に首を絞められ殺害された。その後、ルイ1世・ダンジューが継承者として自身の軍隊と共に助けに駆けつけた。
オットーは軟禁されたが1384年に釈放された。シチリアに滞在した後アヴィニョンに向かい、ルイ1世・ダンジューの死後に相続人であるルイ2世・ダンジューから軍の最高指揮権を引き継いだ。この軍により、オットーは1387年夏にルイ2世・ダンジューのためにナポリ王国を取り戻した。しかしオットーの期待に反して、教皇クレメンス7世がオットーをナポリ王国の総督に任命しなかったため、オットーは憤慨して対立していたカルロ3世側につき、カルロ3世の相続人であるラディズラーオ1世の王位を宣言した。オットーはナポリを再征服しようとしたが失敗に終わった。1392年、オットーは再び捕虜となり、解放されるためにアチェッラ伯領を手放さなければならなかった。オットーは晩年、ターラント公領で隠遁生活を送り、1399年の3月または4月にフォッジャで死去し、同地に埋葬された。オットーは若い頃にグルーベンハーゲンを離れて以来、故郷に帰ることはほとんどなかった。